# 永塚誠一
永塚 誠一（ながつか せいいち、1958年〈昭和33年〉2月6日 - ）は、日本の経済産業官僚・外交官・自動車産業経営者。国際協力機構（JICA）理事、経済産業省製造産業局自動車課長、近畿経済産業局長 、商務情報政策局長を最後に退官し、2014年より日本自動車工業会の副会長・専務理事を10年にわたり歴任。現在は三菱ふそうトラック・バスの代表取締役会長、シャープ取締役及びタクマ取締役。

## 経歴
神奈川県出身。神奈川県立横須賀高等学校を経て、1976年（昭和51年）に東京大学経済学部を卒業し、通商産業省（現経済産業省）に入省。後に米国ブラウン大学経済学大学院にて修士号取得。
- 1980年（昭和55年）4月 - 通商産業省 機械情報産業局 総務課 入省
- 1984年（昭和59年）9月 - 米国ブラウン大学経済学大学院留学 (修士号取得)[10]
- 1989年（平成元年）7月 - 通商産業省 基礎産業局 基礎化学品課 課長補佐 総括班長
- 1994年（平成6年）5月 - 通商産業省 通商政策局 総務課 通商調査室長
- 1995年（平成7年）5月 - 外務省(出向) 在ジュネーヴ国際機関 日本政府代表部 参事官 (WTO担当)
- 1998年（平成10年）6月 - 通商産業省 貿易局 貿易調査課長
- 1999年（平成11年）6月 - 宮崎県(出向) 商工労働部 次長
- 2001年（平成13年）1月 - 経済産業省 経済産業政策局 調査課長
- 2003年（平成15年）7月 - 経済産業省 製造産業局 自動車課長 (自動車リサイクル法施行時の自動車課長)
- 2005年（平成17年）9月 - 経済産業省 通商政策局 通商交渉官
- 2007年（平成19年）10月 - 独立行政法人国際協力機構(JICA) 理事(出向)
- 2009年（平成21年）8月 - 経済産業省 大臣官房審議官 (製造産業局担当)
- 2010年（平成22年）7月 - 経済産業省 近畿経済産業局長
- 2011年（平成23年）8月 - 経済産業省 商務情報政策局長
- 2011年（平成23年）8月 - 兼 内閣事務官 内閣官房 内閣審議官 (内閣官房副長官補付)
- 2011年（平成23年）8月 - 兼 内閣官房 情報通信技術(IT)総合戦略室 室員[11]

- 2013年（平成25年）6月 - 経済産業省 退官
- 2013年（平成25年）10月 - 三井住友海上火災保険 顧問
- 2014年（平成26年）5月 - 日本自動車工業会(JAMA) 副会長・専務理事[12][13]
- 2014年（平成26年）5月 - 兼 国際自動車工業連合会(OICA) 副会長

- 2022年（令和4年）6月 - タクマ 取締役 監査等委員 (現職)
- 2024年（令和6年）5月 - 日本自動車工業会 副会長・専務理事 退任
- 2024年（令和6年）6月 - シャープ 取締役 (現職)
- 2024年（令和6年）12月 - 三菱ふそうトラック・バス 顧問
- 2025年（令和7年）3月 - 三菱ふそうトラック・バス 代表取締役会長

## 同期
- 立岡恒良（経済産業事務次官／三菱商事取締役、旭化成取締役、ニトリホールディングス取締役、ニコン取締役）
- 石黒憲彦（経済産業審議官、経済産業政策局長／日本電気(NEC)副社長、日本貿易振興機構(JETRO)理事長）
- 上田隆之（経済産業審議官、資源エネルギー庁長官／国際石油開発帝石(INPEX)代表取締役社長）
- 佐藤樹一郎（経済産業研究所副所長、中小企業庁次長、日本貿易振興機構ニューヨーク事務所長／大分県知事）
- 浜田昌良（生物化学産業課長／参議院議員、復興副大臣）
- 眞鍋隆（経済産業研究所長／産業技術総合研究所理事、カケンテストセンター理事長）
- 赤津光一郎（東北経済産業局長／貿易研修センター専務理事、日本機械輸出組合専務理事）
- 杉田定大（中国経済産業局長、大臣官房審議官（貿易経済協力局担当）／日中経済協会専務理事、日興証券顧問）
- 長尾尚人（中部経済産業局長／日本政策投資銀行常務執行役員、電子情報技術産業協会代表理事・専務理事）
- 後藤芳一（大臣官房審議官（製造産業局担当）／大阪大学大学院教授、東京大学大学院教授、機械振興協会副会長・技術研究所長）
- 今清水浩介（欧州中東アフリカ課長、日本貿易振興機構ジャカルタセンター長／情報処理推進機構理事、日本航空宇宙工業会専務理事、幕張メッセ代表取締役社長）
- 津上俊哉（公正貿易推進室長、在中国日本大使館参事官、北東アジア課長／日本国際問題研究所 客員研究員）
- 清川寛（立地環境整備課長、経済産業研究所上席研究員／国際超電導産業技術研究センター専務理事）
- 古賀茂明（産業技術総合研究所理事・業務推進本部長、中小企業基盤整備機構理事／古賀茂明政策ラボ代表、大阪市特別顧問）
- 西山英彦（通商政策局審議官、環境省福島除染推進チーム次長／矢崎ブラジル副社長、大和エナジー・インフラ シニアアドバイザー）

## 役職
| 官職          | 官職                                        | 官職          |
| ------------- | ------------------------------------------- | ------------- |
| 先代 深野弘行 | 経済産業省 近畿経済産業局長 2010年 - 2011年 | 次代 長尾正彦 |
| 先代 石黒憲彦 | 経済産業省 商務情報政策局長 2011年 - 2013年 | 次代 富田健介 |

| 先代 名尾良泰 | 日本自動車工業会 副会長・専務理事 2014年 - 2024年          | 次代 松永明 |
| 先代 松永和夫 | 三菱ふそうトラック・バス 代表取締役会長(7代) 2025年 - 現在 | 次代 ー     |